# Škvor obecný
Škvor obecný (Forficula auricularia) je hmyz z řádu škvorů. Jde o nejhojnější druh škvora v Česku.

## Vzhled

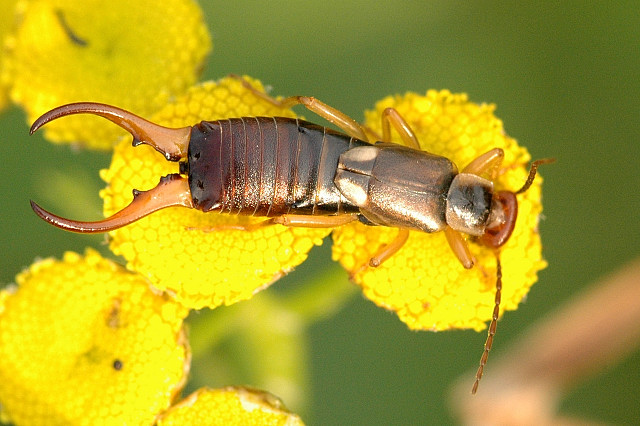
Samec

Škvor obecný je 1 až 2 cm dlouhý. Tělo je kaštanově hnědé až tmavě hnědé, končetiny žluté až oranžové. Jeho typickým znakem jsou klíšťky na konci zadečku, u samic jsou menší, u samců větší. Pod krovkami jsou složená poměrně velká křídla ve tvaru vějíře.

## Výskyt
Žije v celé Evropě. V Česku je jeho výskyt hojný. Žije v lidských obydlích, na loukách, v lesích a polích.

## Život
Je všežravý, aktivní je v noci, přes den je v úkrytu. Křídla jsou vyvinutá dostatečně, aby mohl létat bez větších problémů. Při letu škvor není obratný, a proto létá jen velmi vzácně. Křídla vysunuje a zasunuje klíštkami. Samice se velmi pečlivě starají o larvy a vajíčka, obvykle mohou na jaře či na podzim naklást do hnízda v zemi 20 až 50 vajíček. Vajíčka pravidelně olizují a přemísťují, tím udržují správnou vlhkost, aby vajíčka nevyschla či neplesnivěla. Larvy jsou se samicí až do svého druhého svlečení. Je časté, že samice zemře přímo v hnízdě a pak slouží larvám jako potrava. Délka života je přibližně až rok a půl.